# عبد الله العشيري
عبد الله العشيري من مواليد 25 مارس 1967 بمدينة أكادير، هو حكم كرة قدم مغربي دولي منذ سنة 2000.
إضافة آلى مهنة التحكيم، هو كذلك مدير لإحدى الشركات.

## روابط خارجية
- Profil na Worldfootball.net
- WorldReferee.com - referee - Abdellah El Achiri نسخة محفوظة 11 أكتوبر 2012 على موقع واي باك مشين.
- Profil na Football Database.eu